# 100x100
"100x100"은 한국 영화 100주년을 기념하며 제작된 옴니버스 영화이다. 대한민국의 영화 감독 100명이 참가하였으며, 100초 분량의 단편 영화 100편으로 구성되어있다. 민규동이 총감독을 맡았다. 2019년 10월 7일, 제24회 부산국제영화제에서 처음 상영되었다.

## 단편 목록
| - 강형철 "BACK" - 이정향 "100원의 무게" - 유은정 "오마주" - 권만회 "드림ing" - 장형윤 "여우주연상" - 이희원 "백년가게" - 문시현 "고백, go back" - 최낙권 "사사죽죽" - 선우완 "그들은 태양을 쏘았다 2019" - 윤가은 "한국영화야 축하해" - 김보람 "위 약관에 동의합니다" - 원성진 "슈팅" - 유지형 "밀짚모자" - 정가영 "고백" - 모지은 "100條" - 김한민 "2039대한연방" - 이수성 "백한번째 누구냐" - 노영미 "100" - 양지은 "白, 마리아 세상에 물들다" - 안재훈 "하얀 白" - 박석영 "휴차" - 이완민 "자유로운 사람" - 이윤정 "앞으로" - 김재수 "면도는 하고 다니냐" - 이조훈 "이것은 영화가 아니다" - 정희재 "1902-2002" - 이옥섭 "로미오: 눈을 가진 죄" - 이두용 "한국영화 백년대계를 위한 처용의 살풀이" - 양윤호 "가변차선에 서서" - 홍형숙 "0.5를 위한 비트" - 이공희 "난 아무 것도 몰라" - 백재호 "고백" - 진승현 "여고생의 영화 100" - 유영의 "백지" | - 김보라 "당신은 내일 어떤 얼굴로 오실건가요" - 최정민 "100pcs" - 송경식 "영화 아리랑" - 김인선 "너의 자리" - 김은주 "큐브 CUBE" - 김의석 "백야" - 서윤모 "그들의 이름은 영화인" - 추상미 "100Days" - 장희선 "그 후 20년" - 오덕환 "약속 220km" - 김동원 "100 -" - 서은영 "우리는 100년을 사랑할 수 있을까" - 한가람 "열다섯 혹은" - 심재석 "꿈" - 이현승 "영화야 안녕" - 김숙현 "1 to 100" - 부지영 "BIRTH" - 조성구 "영화인의 고향 충무로" - 백승우 "거 지랄이네" - 김희정 "광주극장 1933" - 조은희 "여배우 오디션 프로젝트 : Talk to Her" - 강윤성진 "0:00" - 김정식 "百一後 엔…" - 유지영 "Picnic 피크닉" - 홍지영 "더하기... 100" - 이준익 "추모" - 장우진 "100초" - 정하린 "자각몽" - 이길보라 "Rewrite" - 신정균 "영화제국 신필름" - 권칠인 "민란" - 이현정 "춤추는 백년" - 정희성 "go back" | - 이마리오 "100만원이 생긴다면" - 강문수 "내일을 위해" - 신아가 "D+100" - 이수정 "스크롤백" - 장훈 "그 영화가 보고싶다" - 양병간 "충무로전성시대" - 홍재희 "백의 White Dress" - 차성덕 "흰, 백" - 신승수 "다음 100년은 우리와 함께" - 하명중 "동쪽 너머에" - 이원우 "wind" - 김수정 "주차를 그렇게 하시면 어떡해요" - 장철수 "백록에서 백두까지" - 이상우 "거장 신상옥감독" - 안주영 "I'll be back 알비백" - 강유가람 "새 시대" - 차윤영 "과거로부터 미래로" - 손영호 "날개" - 이숙경 "100만원" - 김혜정 "백세시대" - 한상훈 "서울과 함께 변천하는 역사의 흔적" - 김정호 "영화야 사랑해" - 박소현 "서울, 鏡" - 김소영 "팬톰시네마 : 보이지 않는 영화를 보다" - 서필현 "할아버지의 소원은 통일" - 정윤철 "커피 루왁" - 안선경 "백룸" - 이미연 "여 2019 기" - 윤인호 "나의 아버지와 고모" - 이원세 "김노인의 독백" - 박강아름 "백" - 방은진 "white crush" - 민규동 "Anotehr EARTH" |